# 格陵兰历史
格陵兰历史是一部生命在极地条件下的历史。

## 早期的古爱斯基摩文化
格陵兰的史前历史是古爱斯基摩人从北美大陆北部一波又一波向格陵兰移民的历史。

## 北欧人定居
在10世纪初，欧洲人开始注意到格陵兰的存在，維京人紅鬍子艾瑞克和其兒子雷夫為開拓此地的先鋒。北欧人在格陵兰定居有三个分开的地区，最大的东部定居点、较小的西部定居点和更小的中部定居点。

## 北欧人的失败
北欧人在格陵兰定居了大概有500年（985-1500）。

## 后多赛特和拓乐文化
在北欧人定居格陵兰的同时，一个混合的北极文化后多赛特出现。1200年左右，另一个北极文化，拓乐文化出现。

## 丹麦的再度殖民
从1711年至1721年，挪威牧师汉斯请求国王弗雷德里克四世资助前往格陵兰岛，并重新与当地定居的挪威人建立联系。
1814年，拿破仑战争结束。根据签订的基尔条约，挪威割让给瑞典。而殖民地，包括格陵兰岛，则继续归丹麦所有。

## 极地点探险
19世纪末至20世纪初，美国探险家探索了格陵兰北部地区。这些探险被认为是美国对此地区索取拥有权的依据。但至1917年美国向丹麦购买维尔京群岛之后，美国放弃索取拥有权的权力。

## 战略重要性
当挪威于1905年完全获得独立后，挪威认为由于格陵兰在1815年前就已经是一个挪威领地，丹麦对格陵兰的领土声称是不合法的。1931年，出于个人目的，挪威捕鲸者Hallvard Devold占领了无人居住的格陵兰东部，此后这一行动便一直得到挪威政府的支持。两年后，国际法庭支持丹麦的主张。
在二战时期，当纳粹德国将其战线延伸至格陵兰前，丹麦驻美国大使亨利克考夫曼拒绝承认纳粹对丹麦的侵略统治，并与美国在1941年4月9日签署了保护协议授权美军在格陵兰驻扎军事基地。由于丹麦政府无法在二战期间对其有效统治，又由于冰晶石的成功出口，格陵兰在二战期间享有高度独立的状态。它的补给主要由美国和加拿大提供。
冷战时期，由于格陵兰控制了部分的从苏联北冰洋港口至大西洋的海路，格陵兰具有战略重要意义。同时，它也是一个布置洲际导弹的良好基地。美国出于地缘政治利益的考虑，提出用1亿美元的价格从丹麦政府手中购买格陵兰，丹麦并没有同意。1951年，考夫曼的协议由另一个协议所取代，新协议同意在格陵兰西北卡納克（Qaanaaq）地区建立了一个永久的空军基地。1953年，一些因纽特人被迫离开家园以迎合建立军事基地的需要，这也成为丹麦政府和格陵兰人民之间产生摩擦的主因。摩擦在1968年1月21日达到高潮：一架携带四枚氢弹的B52飞机坠毁并发生了核事故，整个地区都受到了核污染。尽管大多数受污染的冰盖得到了清理，最近解密的信息表明一枚氢弹的污染并未得到清理。尽管丹麦官方实行无核政策，政府依旧对基地的核弹持续运输保持了缄默。
近年美军建设了洲际导弹预警系统（BMEWS），当地居民认为此举会影响人口，因为这会成为核战争的打击目标。

## 地方自治
2008年，格陵兰自治政府建立。